# Bootleg (Kenshi Yonezu)
Bootleg è il quarto album in studio del cantautore giapponese Kenshi Yonezu, pubblicato il 1º novembre 2017.

## Tracce
Testi e musiche di Kenshi Yonezu.
1. Hien – 4:03
2. Loser – 4:03
3. Peace Sign – 3:58
4. Dune (feat. Hatsune Miku) – 4:00
5. orion – 4:41
6. Kaijyuu no March – 4:55
7. Moonlight – 3:44
8. Shunrai – 4:48
9. Fogbund (feat. Ikeda Elaiza) – 4:15
10. Number Nine – 4:21
11. Alice – 3:09
12. Nighthawks – 4:20
13. Uchiage Hanabi – 4:19
14. Haiiro to Ao (feat. Masaki Suda) – 5:32

Durata totale: 60:08